# Maksïm Azovskïý
Maksïm Azovskïý (in kazako Максим Азовский?; Astana, 4 giugno 1986) è un ex calciatore kazako, di ruolo centrocampista.

## Palmarès

### Club

#### Competizioni nazionali
- Coppa del Kazakistan: 1

Astana: 2010
- Supercoppa del Kazakistan: 1

Astana: 2011